# برانكا لوكوفيتش
برانكا لوكوفيتش مواليد 23 يناير 1995 في بلغراد، صربيا والجبل الأسود، هي لاعبة كرة سلة صربية. بدأت مسيرتها الاحترافية في سنة 2011. تحمل الرقم 8. لعبت مع نادي فوجدوفاك لكرة السلة للسيدات ونادي بارتيزان لكرة السلة للسيدات في الدوري الصربي لكرة السلة للسيدات.

## الحياة الشخصية
تنحدر برانكا من عائلة عُرفت بممارستها لكرة سلة حيث يعتبر والدها ليوبيساف لوكوفيتش لاعب كرة سلة الشهير السابق ومدرب كرة سلة حالي لأحد الأندية وكانت والدتها أيضًا لاعبة كرة سلة لأحد النوادي المشهورة في صربيا. لدى برانكا شقيقان أكبر سناً هما أوروس وماركو وهما أيضًا لاعبان محترفان في كرة السلة في صربيا

## روابط خارجية
- برانكا لوكوفيتش على موقع كرة السلة الأوروبية.كوم (الإنجليزية)